# Flavius Julius Valens
Flavius Julius Valens (328 - 9 augustus 378) was van 28 maart 364 tot 9 augustus 378 keizer van het Romeinse Rijk.
Valens werd door zijn oudere broer Valentinianus op 28 maart 364 tot medekeizer benoemd, nadat deze kort daarvoor keizer was geworden. Hij zou het oosten van het rijk gaan besturen en Valentinianus het westen. Valens had een duidelijk ondergeschikte rol in deze overeenkomst. Valens werd in de zomer van 378 verslagen en gedood in de Slag bij Adrianopel.

## Afkomst en familie
Valens werd in 328 geboren in Cibalae, in het zuiden van Pannonia (het huidige Vinkovci in het tegenwoordige Kroatië). Zijn vader was Gratianus de Oudere, een bekende en gerespecteerde Illyrische generaal. Zijn oudere broer Valentinianus was zeven jaar ouder. De jongens groeiden op op de landgoederen die hun vader in Africa en Brittania had gekocht. Terwijl Valentinianus voorafgaand aan zijn benoeming tot keizer een succesvolle militaire carrière had doorlopen, was dit voor Valens niet het geval. Valens bracht een groot deel van zijn jeugd op de landgoederen van zijn familie door. In de jaren 360 ging hij in het Romeinse leger. Samen met zijn broer nam hij deel aan de Perzische veldtocht van keizer Julianus de Afvallige.
Met zijn vrouw Domnica had hij twee dochters Anastasia en Carosa, alsmede een op 18 januari 366 geboren zoon en erfgenaam Valentinianus Galates. Deze zoon werd in 369 tot consul benoemd, maar stierf al kort daarna.

## Valens wordt keizer
In februari 364 kwam de regerend keizer Jovianus, die zich naar Constantinopel haastte om zijn claim op de troon veilig te stellen, door verstikking om het leven tijdens een overnachting in Dadastana, 100 mijl ten oosten van Ankara. Onder Jovianus' luitenants was Valentinianus, een tribunus scutariorum. Valentinianus werd op 26 februari 364 uitgeroepen tot Augustus. Valentinianus voelde dat hij hulp nodig had om het grote keizerrijk te regeren. Op 28 maart van hetzelfde jaar benoemde hij daarom zijn broer Valens tot medekeizer in het paleis van Hebdomon. De twee Augusti reisden samen via Adrianopel en Naissus naar Sirmium, waar zij hun personeel verdeelden. Valentinianus reisde vervolgens naar het Westen.
Valens verkreeg de oostelijke helft van het Rijk (Griekenland, Egypte, Syria en Anatolië tot aan de Perzische grens). Valens reisde in december 364 naar zijn hoofdstad Constantinopel.

## Opstand van Procopius
Valens erfde het oostelijk deel van een Romeins rijk dat zich onlangs had moeten terugtrekken uit de meeste van zijn provincies in Mesopotamië en Armenië. Dit als gevolg van een als smadelijk ervaren verdrag dat zijn voorganger Jovianus in ruil voor een veilige terugkeer van zijn leger had moeten sluiten met Shapur II van de Sassanidische Rijk. Na de winter van 365 was de eerste prioriteit van Valens om naar het oosten af te reizen in de hoop daar de situatie onder controle te krijgen en de oostelijke rijksgrens veilig te stellen. In de herfst van 365 had hij de Cappadocische stad Caesarea bereikt, toen hij vernam dat in Constantinopel een usurpator zich tot keizer had later uitgeroepen. Toen hij stierf had keizer Julianus de Afvallige één overlevend familielid achtergelaten, een neef van moederskant met de naam Procopius. Procopius was tijdens de Perzische expeditie belast met het toezicht op een noordelijke afdeling van het leger van Julianus de Afvallige. Hij was derhalve niet aanwezig geweest toen Jovianus tot diens opvolger werd benoemd. Hoewel Jovianus deze potentiële rivaal voor de troon tijdens zijn korte keizerschap tegemoet was gekomen, raakte Procopius tijdens het eerste jaar van Valens' regeerperiode steeds meer onder verdenking.
Na ternauwernood aan arrestatie ontkomen te zijn, dook hij onder. Hij kwam weer boven water in Constantinopel, waar hij op 28 september 365 in staat bleek om twee militaire eenheden op doortocht door de hoofdstad te overtuigen om hem tot keizer uit te roepen. Hoewel de eerste reactie in de stad lauw lijkt te zijn geweest, steeg Procopius snel in de gunst door effectief gebruik te maken van propaganda: hij sloot de stad af van rapporten uit de buitenwereld en verspreidde het gerucht dat keizer Valentinianus zou zijn overleden; hij begon met het slaan van munten waarop hij zich liet voorstaan op zijn connecties met de Constantijnse dynastie; deze link buitte hij verder uit door het inzetten van de weduwe Faustina en de dochter van Constantius II als pronkstukken voor zijn regime. Hiermee boekte hij enig succes, met name onder soldaten die loyaal waren aan de Constantijnse dynastie en onder oosterse intellectuelen die zich onder de Valentinianen al snel vervolgd begonnen te voelen.
Toen het nieuws kwam dat Procopius in opstand was gekomen hem bereikte, stortte Valens in. Hij dacht erover na om afstand van de troon te doen en overwoog misschien zelfs om zelfmoord te plegen. Zelfs nadat hij besloten had toch te vechten, werden Valens' inspanningen om Procopius' opstand neer te slaan, bemoeilijkt door het feit dat de meeste van zijn troepen, toen hij van de opstand vernam, de Cilicischë poort al waren doorgetrokken op weg naar Syria. Niettemin stuurde Valens twee legioenen naar het westen om met Procopius af te rekenen. Tot Valens' frustratie slaagde Procopius er echter gemakkelijk in deze legioenen over te halen om naar hem over te lopen. Later dat jaar werd Valens zelf bijna gevangengenomen in een raid in de buurt van Chalcedon. De problemen werden nog verergerd door de weigering van Valentinianus om meer te doen dan zijn eigen grondgebied tegen de troepen van Procopius te beschermen.
Door het ontbreken van significant keizerlijk verzet in 365 kon Procopius grote stukken van het rijk onder zijn controle brengen. Aan het einde van jaar had hij de controle over de diocesen van Thracië en Asia.
Pas in het voorjaar van 366 had Valens genoeg troepen verzameld om Procopius effectief te kunnen bestrijden. Hij marcheerde vanuit Ancyra naar Pessinus. Vandaar trok Valens Frygië binnen, waar hij Procopius' generaal Gomoarius wist te verslaan in de Slag bij Thyateira. Daarna ontmoette hij Procopius zelf in Nacoleia, waar hij diens troepen door omkoping ervan wist te overtuigen om Procopius in de steek te laten. Procopius werd op 27 mei 366 geëxecuteerd, waarna zijn afgehakte hoofd met als eindbestemming keizer Valentinianus in Augusta Treverorum (het huidige Trier) op tournee ging door het noordelijk deel van het Romeinse Rijk.

## Oorlog tegen de Goten
De Goten in de noordelijke regio hadden Procopius in zijn opstand tegen Valens gesteund. Ook was Valens ervan op de hoogte dat de Goten zelf bezig waren met de organisatie van een opstand. Valens was daar logischerwijs niet erg blij mee. Deze Goten, meer specifiek de Tervingi, stonden op dat moment onder leiding van de iudex Athanarik en hadden sinds hun nederlaag tegen Constantijn de Grote in 332 blijkbaar in vreedzame co-existentie met de Romeinen geleefd. In het voorjaar van 367 stak Valens de Donau over en marcheerde hij op in de richting van Athanariks Thervingi. Dezen wachtten dit niet af en namen de wijk in de richting van de Karpaten, waardoor zij erin slaagden Valens' opmars te ontwijken. Later in de zomer stak de legermacht van Valens de Donau weer over zonder dat het tot een groot treffen met de Thervingi was gekomen. De volgende lente voorkwam een overstroming van de Donau dat Valens’ legermacht de rivier kon oversteken. In plaats daarvan hield de keizer in 368 zijn troepen bezig met de bouw van vestingwerken. In 369 stak Valens bij Noviodunum opnieuw de Donau over. Hij viel nu eerst de noordoostelijke Gotische stam van de Greuthungi aan voordat hij Athanariks Thervingi in een gevecht wist te verslaan. Athanarik pleitte nu voor onderhandelingen om een einde aan de oorlog te maken en Valens kwam hem daarin graag tegemoet. Het gesloten verdrag lijkt de relaties tussen de Goten en Romeinen zoveel mogelijk te hebben willen minimaliseren. Valens probeerde de Goten te isoleren. De handel tussen Goten en Romeinen werd zoveel mogelijk beperkt tot een klein aantal grensplaatsen en ook aan het opnemen van Gotische troepen in het Romeinse leger kwam een einde. Valens zou in de komende jaren nog de wrange vruchten van dit verlies aan mankracht plukken, want de Goten hadden in de jaren ervoor een substantieel deel van de nieuwe rekruten van het Romeinse leger uitgemaakt.

## Oorlog met de Sassaniden
Onder Valens' redenen om in 369 snel een haastige, en vanuit Romeinse perspectief niet geheel bevredigende vrede met de Goten te sluiten was de verslechterende stand van zaken aan de Oostelijke grens. Jovianus had veel van Romes lang betwiste aanspraken op de controle over Armenië in 363 opgegeven in zijn verdrag met Shapur II. Deze stond te popelen om van deze nieuwe kans te profiteren. De Sassanidische heerser begon met een campagne om leden van de Armeense adel over te halen om naar zijn kamp over te lopen. Uiteindelijk dwong hij het overlopen van de Arsacidische Armeense koning, Arsaces II (Arshak II) af. Na zijn overlopen arresteerde hij hem snel en liet hem in een kerker opsluiten. Shapur zond vervolgens een invasiemacht om  Kaukasisch Iberië te veroveren en een tweede om Arsaces II's zoon, Papas (Pap), in het fort van Artogerassa te belegeren. Deze gebeurtenissen vonden waarschijnlijk in 367 plaats. Tegen de volgende lente was Papas er echter in geslaagd uit dit fort te ontsnappen. Hij vluchtte vervolgens naar Valens, die hij waarschijnlijk eerder had ontmoet in Marcianopolis tijdens diens campagne tegen de Goten.
Al in de zomer na zijn verdrag met de Goten stuurde Valens zijn generaal Arinthaeus om Papas opnieuw op de Armeense troon te zetten. Dit was voor Shapur de aanleiding om nu zelf Armenië binnen te vallen. Papas wist echter wederom te ontsnappen en werd in 370 door de Romeinen onder begeleiding van een veel grotere legermacht opnieuw op de Armeense troon gezet. De volgende lente werden extra legeronderdelen onder leiding van Terentius naar het noordoosten gezonden om het koninkrijk Iberia te heroveren en om in Armenië in de buurt van de berg Npat een garnizoen achter te laten. Toen Shapur in 371 in Armenië een tegenaanval uitvoerde, werd zijn leger bij Bagavan afgetroefd door Valens' generaals Trajanus en Vadomarius. Valens had zich niet langer aan het verdrag uit 363 gehouden, maar was succesvol in het verdedigen van de behaalde winsten. Een wapenstilstand die na de Romeinse overwinning in 371 werd gesloten hield en bewerkte voor de komende vijf jaar een quasi-vrede, vooral omdat Shapur werd gedwongen eerst af te rekenen met een Kushan-invasie aan zijn oostelijke grenzen van het Sassanidische rijk.
Ondertussen braken er problemen uit met de jonge koning Papas, die wat al te wild om zich heen begon te slaan. Hij had de Armeense bisschop Nerses I laten executeren en eiste de controle over een aantal belangrijke Romeinse steden, waaronder zelfs Edessa. Dat was niet de bedoeling. Op aandrang van zijn generaals en vrezend dat Papas naar de Perzen zou overlopen, liet Valens een mislukte poging uitvoeren om de prins gevangen te nemen. Toen dat niet lukte liet hij hem later in Armenië executeren. In Papas plaats, voerde Valens een andere Arsacidische heerser Varasdates (Varazdat) ten tonele, die onder de regentschap van de sparapet Mushegh I Mamikonian, een bondgenoot van Rome, in naam over Armenië heerste.
Niets van dit alles viel in goede aarde bij de Perzen. Zij begonnen weer aan te dringen op de naleving van het verdrag in 363. Toen alles in 375 er op wees dat een nieuwe confrontatie aan de oostgrens waarschijnlijk leek, begon Valens met de voorbereidingen voor een grote expeditie. Ondertussen ontstonden er elders problemen. In Isauria, een bergachtige regio in West-Cilicië, brak in 375 een belangrijke opstand uit, voor de onderdrukking waarvan troepen moesten gebruikt, die aan de Oostgrens waren gestationeerd. Verder kwamen in 377 de Saracenen onder koningin Mavia in opstand. Zij verwoestten een strook land die zich uitstrekte van Fenicië en Palestina tot in de Sinaï. Hoewel Valens erin slaagde beide opstanden onder controle te krijgen, werden de mogelijkheden om aan de oostelijke grens in actie te komen door deze opstanden sterk beperkt.
In 375 werd Valens' oudere broer Valentinianus in Pannonië door een hersenbloeding getroffen. Dit resulteerde op 17 november 375 in zijn dood. Gratianus, de zoon van Valentinianus' en een neef van Valens, was door zijn vader al tot mede-augustus verheven. Mede omdat Gratianus bij de dood van zijn vader niet ter plaatse was, moest hij dulden dat om reden van stabiliteit de keizerlijke troepen in Pannonia zijn nog zeer jonge halfbroer Valentinianus II na de dood van zijn vader ook tot Augustus verhieven.

## Gotische oorlog
Valens' plannen voor een oostelijke campagne werden nooit gerealiseerd. Een verplaatsing van troepen naar het West-Romeinse Rijk had in 374 hiaten in Valens' mobiele troepen geslagen. Ter voorbereiding van een oostelijke oorlog initieerde Valens een ambitieus rekruteringsprogramma om deze leemtes op te vullen. Het was dus niet per se onwelkom nieuws toen Valens leerde dat de Gotische stammen rond 375 uit hun thuislanden waren verdreven door een invasie van Hunnen en dat zij nu asiel vroegen in het Romeinse Rijk. In 376 verschenen de Tervingi aan de noordkant van de benedenloop van de Donau. Zij zonden een ambassadeur naar Valens die zich op dat moment in Antiochië bevond. De Goten vroegen bescherming en land in Illyria. Naar schatting 200.000 Gotische krijgers (zowel Tervingi als Greuthungi) en in totaal ongeveer een miljoen, op de vlucht zijnde mensen bevonden zich langs de benedenloop van de Donau in Moesia en de oude Romeinse provincie Dacia.
Valens' adviseurs waren er snel bij om hem erop te wijzen dat deze Goten troepen konden leveren, die Valens' leger in potentie zowel kwalitatief als kwantitatief behoorlijk in kracht konden toen laten toenemen. Ook kon zo de afhankelijkheid van het lichten van provinciale troepen worden verlaagd – waardoor tevens de opbrengst van de rekruteringsbelasting zou kunnen stijgen. Onder de Goten die asiel zochten was een groep die onder leiding stond van Fritigern. Fritigern had eerder in de jaren 370 al contact met Valens gehad omdat Valens hem steunde in een strijd tegen Athanarik, die voortvloeide uit Athanariks vervolging van de Gotische christenen. Hoewel een aantal Gotische groepen blijkbaar toegang tot het Romeinse rijk vroeg, gaf Valens alleen toestemming aan Fritigern en zijn volgelingen om de Donau over te steken. Dit heeft echter niet voorkomen dat anderen Gotische groepen Fritigerns voorbeeld volgden.
Toen Fritigern en zijn Goten de oversteek over de rivier ondernamen, werden Valens mobiele troepen opgehouden in het oosten, aan de Perzische grens en in Isauria. Dit betekende dat alleen Limitanei eenheden aanwezig waren om toezicht te houden op de vestiging van Firtigerns Goten in Romeins gebied. Het kleine aantal aanwezige keizerlijke troepen maakten het de Romeinen onmogelijk om te verhinderen dat eerst een niet geautoriseerde groep Goten de Donau overstak en later ook groepen Hunnen en Alanen. Wat begon als een gecontroleerde vestiging van Goten in vooraf bepaald gebied liep uit op een massale ongecontroleerde toestroom. En de situatie werd nog erger. Toen de aanwezige generaals begonnen om de onder leiding van Fritigern staande Goten, die nu onder hun bescherming stonden, te exploiteren, kwamen deze Tervingi in het begin van 377 in opstand. Zij versloegen de Romeinse eenheden in Thracië, niet ver buiten de muren van Marcianopolis.
Na de krachten gebundeld te hebben met de Greuthungi en later ook met de Hunnen en Alanen, marcheerden de gecombineerde barbaarse groep wijd en zijd door wat wij nu de Oostelijke Balkan noemen, voordat zij geconfronteerd werden met een voorhoede van keizerlijke soldaten die zowel vanuit het oosten en het westen waren gestuurd. In de slag ad Salices (slag bij de wilgen) behaalden de Goten wederom de overwinning. Zij konden nu in Thracië ten zuiden van de Haemus vrijelijk hun gang gaan. Begin 378 was Valens zelf in staat om vanuit zijn oostelijke basis in Antiochië naar het westen te marcheren. Hij liet in het oosten alleen een minimaal aantal troepen achter; daaronder ook Goten. Op 30 mei 378 bereikte hij Constantinopel. Valens' raadslieden, comes Richomeres, en zijn generaals Frigerid, Sebastianus, en Victor hadden hem intussen gewaarschuwd en op het hart gedrukt vooral te wachten tot de komst van het leger van Gratianus met zijn zegevierende legionairs uit Gallië, iets dat Gratianus zelf ook krachtig bepleitte. Wat er daarna gebeurde is een voorbeeld van overmoed, waarvan het effect nog jaren merkbaar was. Valens, jaloers op het succes van zijn neef Gratianus, besloot dat hij de overwinning voor zichzelf wilde.

## Valens' dood in de Slag bij Adrianopel
Na een kort verblijf in Constantinopel gericht op het vergroten van zijn troepensterkte en het verkrijgen van een steunpunt in Thracië, trok Valens in de richting van Adrianopolis. Van daaruit trok hij op tegen het confederale barbaarse leger. Op 9 augustus 378 kwam het tot een veldslag, die bekend zou komen te staan als de Slag bij Adrianopel. Hoewel er diplomatieke onderhandelingen werden gevoerd, leidden deze tot niets, toen een Romeinse eenheid naar voren trok en zo beide partijen dwong zich in de strijd te mengen. Vroeg in de veldslag boden de Romeinen goed partij, maar toen de Visigotische cavalerie, die toevallig net van een foerageringstocht terugkwam, zich onverwacht in de strijd wierp en erin slaagde de Romeinse gelederen te doorbreken, werden de Romeinen verpletterend verslagen.
De primaire bron voor de slag is Ammianus Marcellinus. Valens had een forse reserve aangehouden om zijn bagagetrein en zijn schatkist te bewaken. Dit betekende echter wel dat hij minder troepen voor de strijd beschikbaar had. Verder kwam zijn cavalerie op de rechtervleugel eerder bij het Gotische kamp aan dan de linkervleugel. Het was een zeer warme dag en de Romeinse cavalerie wierp zich nu zonder strategische ondersteuning in de strijd. Zo verspilden zij hun energie in de hitte.
Ondertussen zond Fritigern in zijn voortdurende manipulatie van de situatie wederom een afgezant om over vrede te praten. De resulterende vertraging betekende dat de op het slagveld aanwezige Romeinse legionairs last van de hitte begonnen te krijgen. De beschikbare reserves van het leger werden verder verminderd toen een slecht getimede aanval door de Romeinse boogschutters het noodzakelijk maakten om Valens' afgezant, comes Richomer terug te roepen. De aanval van de boogschutters werden afgeslagen en zij trokken zich vernederd terug.
Terugkerend van een foerageringstocht zag de Gotische cavalerie onder bevel van Althaeus en Safrax dat de slag in volle gang was. Zij mengden zich onmiddellijk in de strijd en wisten de Romeinse cavalerie op de vlucht te drijven. Dit was de beslissende wending in de slag. Vanaf dat moment geeft Ammianus twee versies van Valens' ondergang. In het eerste versie vertelt Ammianus dat Valens "dodelijk gewond werd door een pijl, en weldra zijn laatste adem uitblies," (XXXI.12) Zijn lichaam werd nooit gevonden en kreeg ook geen fatsoenlijke begrafenis. In de tweede versie meldt Ammianus dat de Romeinse infanterie in de steek werd gelaten, daarna werd omsingeld en vervolgens in mootjes werd gehakt. Valens raakte gewond en zou naar een kleine houten hut zijn gebracht. Deze hut zou vervolgens door de Goten zijn omsingeld en in brand zijn gestoken; blijkbaar waren zij er niet van op de hoogte dat de keizer zich binnen bevond. Volgens Ammianus kwam Valens zo aan zijn einde (XXXI.13.14-6). Een derde apocrief verhaal vertelt dat Valens in het gezicht werd geraakt door een Gotische pijl toen hij een charge leidde. Om zijn mannen aan te moedigen zou hij geen helm hebben gedragen. Deze actie keerde het tij van de strijd op korte termijn, maar een tactische overwinning sloeg door de dood van keizer al snel om in een strategische nederlaag.
De kerkhistoricus Socrates geeft ook twee verschillende versies van de dood van Valens.

Sommigen hebben beweerd dat hij in een dorp, waarheen hij zich had teruggetrokken, de vuurdood stierf toen de barbaren dit dorp aanvielen en in brand stoken. Maar anderen beweren dat nadat hij zijn keizerlijk gewaad had uitgetrokken en hij zich te midden van de hoofdmacht van de infanterie had begeven, de cavalerie in opstand en weigerde om de slag aan te gaan, waarna de infanterie werd omsingeld door de barbaren, en tot de laatste man volledig werd vernietigd. Door hen werd gezegd dat de keizer viel, maar niet kon worden herkend, omdat hij zijn keizerlijke habijt had uitgetrokken.

Toen de slag voorbij was, lag twee derde van het Oost-Romeinse leger dood op het slagveld. Veel van de beste officieren waren omgekomen. Wat over was van Valens' leger trok zich onder leiding van de comes Richomer en generaal Victor onder dekking van de nacht terug van het slagveld.
J.B. Bury, een bekende oud-historicus, die in deze periode was gespecialiseerd, geeft een specifieke interpretatie van de betekenis van de slag bij Adrianopolis: "Het was een ramp en schande die niet nodig was geweest."
Het verlies van het grootste deel van het Oost-Romeinse leger maakte de regering onmachtig. De West-Romeinse keizer Gratianus, negentien jaar oud, was niet tegen dit debacle opgewassen. Totdat hij keizer Theodosius I tot de nieuwe keizer van het Oost-Romeinse rijk benoemde, bleek hij niet in staat om de catastrofe die aanvankelijk steeds verder uit de hand liep, het hoofd te bieden.

## Nalatenschap

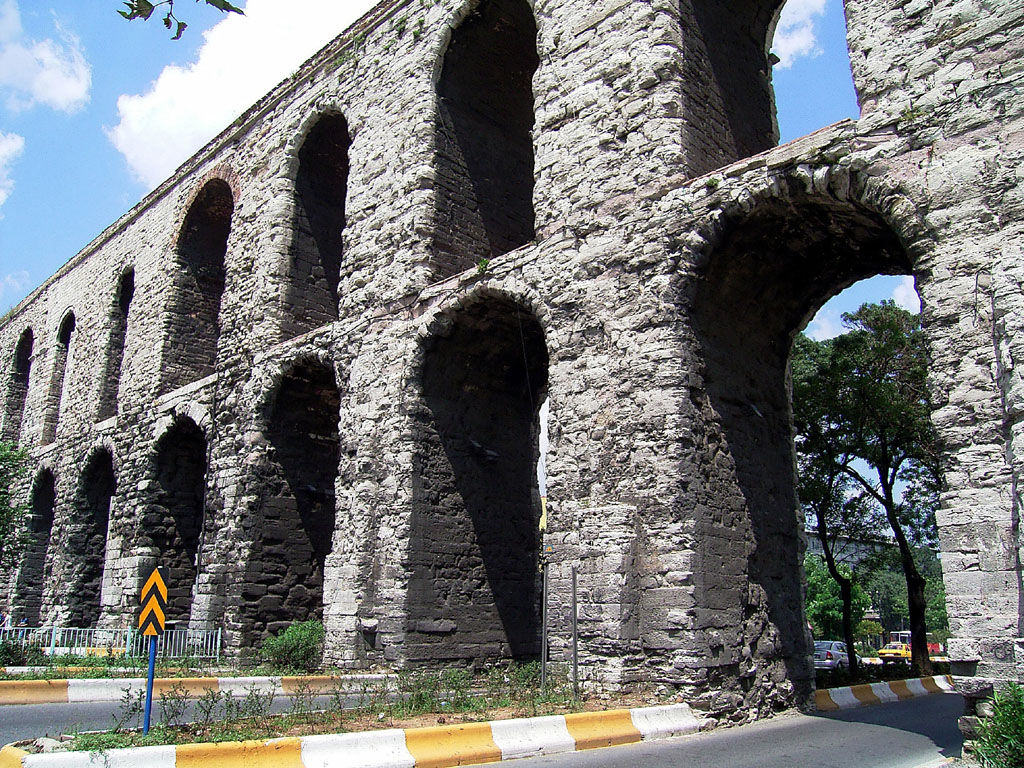
Aquaduct van Valens in Istanboel (het voormalige Constantinopel), hoofdstad van het Oost-Romeinse Rijk.

"Valens was volkomen onopvallend, nog steeds slechts een protector, en bezat geen aanleg voor militaire zaken: hij verried zijn minderwaardigheidscomplex door zijn nerveuze verdenking van complotten en zijn harde bestraffing van vermeende verraders", schreef A.H.M. Jones. Maar Jones geeft ook toe dat "hij een gewetensvolle administrator was, die voorzichtig omging met de belangen van de lagere klassen. Net zoals zijn broer was hij een oprecht christen.".
Het zo roemloos omkomen in de strijd kan worden beschouwd als het dieptepunt in een ongelukkige carrière. Dit geldt met name vanwege de ingrijpende gevolgen van Valens' nederlaag. De nederlaag bij Adrianopel bleek het begin van het einde voor de territoriale integriteit van het late Romeinse Rijk en dit feit werd als zodanig ook door tijdgenoten erkend. Ammianus Marcellinus begreep dat het de ergste nederlaag in de Romeinse geschiedenis sinds de slag bij Cannae was (31.13.19), en Tyrannius Rufinus noemde het "het begin van de kwade zaken, die het Romeinse rijk vanaf toen en daarna overkwamen."
Valens zou ook opdracht hebben gegeven een korte geschiedenis van de Romeinse staat te laten schrijven. Dit werk werd geschreven door Valens' secretaris Eutropius en staat bekend onder de naam Breviarium ab Urbe condita. Het vertelt de geschiedenis van Rome sinds zijn stichting. Volgens sommige historici gaf Valens deze opdracht om zo in kort bestek op de hoogte te raken van de Romeinse geschiedenis, opdat hij, de keizerlijke familie en door hen benoemde personen zich beter zouden kunnen verhouden tot de Romeinse Senatoriale klasse.

### Worsteling met het religieuze karakter van het Rijk
Tijdens zijn bewind werd Valens gedwongen zich uiteen te zetten met de theologische diversiteit die verdeeldheid begon te zaaien in het Romeinse Rijk. Julianus (361-363) had tijdens zijn regeerperiode geprobeerd de heidense religies te laten herleven. Bij deze poging maakte hij gebruik van de tweedracht tussen de verschillende facties onder de christelijken en van een in het West-Romeinse Rijk nog grotendeels heidense militaire achterban. Ondanks brede steun werden zijn acties echter vaak als overdreven gezien. Nog voordat hij tijdens zijn campagne tegen de Perzen stierf, werd hij door de christenen vaak met minachting beschouwd. Julianus' dood werd door vele christenen dan ook als een teken van God beschouwd.
Net zoals de broers Constantius II en Constans, hielden Valens en Valentinianus I er verschillende theologische christelijke opvattingen op na. Valens was een Ariaan en Valentinianus I stond voor de geloofsbelijdenis van Nicea (de basis voor het katholicisme). Toen Valens stierf liep de zaak van het Arianisme in het Oost-Romeinse Rijk echter op zijn einde. Zijn opvolger, de uit Hispania afkomstige Theodosius I onderschreef de geloofsbelijdenis van Nicea.